# آبینته
آبینته دهستانی در استان آبیلای اسپانیا است.
در این دهستان ۱۲۲ نفر زندگی می‌کنند. مساحت این دهستان ۱۲٫۷۸ کیلومتر مربع است.